# Grabowo (powiat szczecinecki)
Grabowo – wieś w Polsce położona w województwie zachodniopomorskim, w powiecie szczecineckim, w gminie Biały Bór.
W latach 1975–1998 wieś należała do woj. koszalińskiego.